# Western & Southern Open 2015
Western & Southern Open 2015 - чоловічий і жіночий тенісний турнір, що проходив на відкритих кортах з твердим покриттям Lindner Family Tennis Center у Мейсоні (США). Належав до категорії Мастерс у рамках Туру ATP 2015 і категорії Premier 5 у рамках Туру WTA 2015. Це був 114-й за ліком Мастерс Цинциннаті серед чоловіків і 87-й - серед жінок. Тривав з 15 до 23 серпня 2015 року.
Роджер Федерер і Серена Вільямс були чинними чемпіонами і успішно захистили свій титул.

## Очки і призові

### Нарахування очок
| Дисципліна                 | П    | Ф   | ПФ  | ЧФ  | 1/8 | 1/16 | 1/32 | Q   | Q2  | Q1  |
| Чоловіки, одиночний розряд | 1000 | 600 | 360 | 180 | 90  | 45   | 10   | 25  | 16  | 0   |
| Чоловіки, парний розряд    | 1000 | 600 | 360 | 180 | 90  | 0    | Н/Д  | Н/Д | Н/Д | Н/Д |
| Жінки, одиночний розряд    | 900  | 585 | 350 | 190 | 105 | 60   | 1    | 30  | 20  | 1   |
| Жінки, парний розряд       | 900  | 585 | 350 | 190 | 105 | 5    | Н/Д  | Н/Д | Н/Д | Н/Д |

### Призові гроші
| Дисципліна                 | П        | F        | ПФ       | ЧФ      | 1/8     | 1/16    | 1/32    | Q2     | Q1     |
| Чоловіки, одиночний розряд | $731,000 | $358,375 | $180,370 | $91,715 | $47,625 | $25,110 | $13,555 | $3,125 | $1,590 |
| Жінки, одиночний розряд    | $495,000 | $240,500 | $120,500 | $57,380 | $27,640 | $14,160 | $7,640  | $3,105 | $1,880 |
| Чоловіки, парний розряд    | $226,350 | $110,820 | $55,580  | $28,530 | $14,750 | $7,780  | Н/Д     | Н/Д    | Н/Д    |
| Жінки, парний розряд       | $141,600 | $71,530  | $35,410  | $17,825 | $9,035  | $4,460  | Н/Д     | Н/Д    | Н/Д    |

## Учасники основної сітки в рамках чоловічого турніру

### Сіяні учасники
| Країна          | Гравець         | Рейтинг | Сіяний |
| --------------- | --------------- | ------- | ------ |
| Сербія          | Новак Джокович  | 1       | 1      |
| Швейцарія       | Роджер Федерер  | 3       | 2      |
| Велика Британія | Енді Маррей     | 2       | 3      |
| Японія          | Кей Нісікорі    | 4       | 4      |
| Швейцарія       | Стен Вавринка   | 5       | 5      |
| Чехія           | Томаш Бердих    | 6       | 6      |
| Хорватія        | Марин Чилич     | 8       | 7      |
| Іспанія         | Рафаель Надаль  | 9       | 8      |
| Канада          | Мілош Раоніч    | 10      | 9      |
| Франція         | Жиль Сімон      | 11      | 10     |
| США             | Джон Ізнер      | 12      | 11     |
| Франція         | Рішар Гаске     | 13      | 12     |
| Бельгія         | Давід Ґоффен    | 14      | 13     |
| Франція         | Гаель Монфіс    | 15      | 14     |
| ПАР             | Кевін Андерсон  | 16      | 15     |
| Болгарія        | Григор Димитров | 17      | 16     |

- Рейтинг подано станом на 10 серпня 2015

### Інші учасники
Учасники, що потрапили до основної сітки завдяки вайлд-кард:
- Джаред Доналдсон
- Марді Фіш
- Бйорн Фратанджело
- Ражів Рам

Гравці, що потрапили до основної сітки через стадію кваліфікації:
- Олександр Долгополов
- Танасі Коккінакіс
- Деніс Кудла
- Лу Єн-Сун
- Ніколя Маю
- Вашек Поспішил
- Олександр Звєрєв

Учасники, що потрапили до основної сітки як щасливий лузер:
- Бенуа Пер

### Відмовились від участі
До початку турніру
- Давид Феррер → його замінив  Жуан Соуза
- Гільєрмо Гарсія-Лопес → його замінив  Жіль Мюллер
- Томмі Гаас → його замінив  Єжи Янович
- Хуан Монако → його замінив  Їржі Веселий
- Кей Нісікорі → його замінив  Бенуа Пер

## Учасники основної сітки в парному розряді

### Сіяні пари
| Країна          | Гравець            | Країна    | Гравець        | Рейтинг1 | Сіяний |
| --------------- | ------------------ | --------- | -------------- | -------- | ------ |
| США             | Боб Браян          | США       | Майк Браян     | 2        | 1      |
| Хорватія        | Іван Додіг         | Бразилія  | Марсело Мело   | 7        | 2      |
| Нідерланди      | Жан-Жульєн Роєр    | Румунія   | Горія Текеу    | 11       | 3      |
| Італія          | Сімоне Болеллі     | Італія    | Фабіо Фоніні   | 16       | 4      |
| Індія           | Роган Бопанна      | Румунія   | Флорін Мерджа  | 18       | 5      |
| Польща          | Марцін Матковський | Сербія    | Ненад Зімоньїч | 23       | 6      |
| Велика Британія | Джеймі Маррей      | Австралія | Джон Пірс      | 31       | 7      |
| Канада          | Вашек Поспішил     | США       | Джек Сок       | 32       | 8      |

- Рейтинг подано станом на 10 серпня 2015

### Інші учасники
Нижче наведено пари, які отримали вайлдкард на участь в основній сітці:
- Ерік Буторак /  Скотт Ліпскі
- Стів Джонсон /  Сем Кверрі

## Учасниці основної сітки в рамках жіночого турніру

### Сіяні учасниці
| Країна    | Гравчиня             | Рейтинг | Сіяні |
| --------- | -------------------- | ------- | ----- |
| США       | Серена Вільямс       | 1       | 1     |
| Росія     | Марія Шарапова       | 2       | 2     |
| Румунія   | Сімона Халеп         | 3       | 3     |
| Чехія     | Петра Квітова        | 4       | 4     |
| Данія     | Каролін Возняцкі     | 5       | 5     |
| Сербія    | Ана Іванович         | 6       | 6     |
| Чехія     | Луціє Шафарова       | 7       | 7     |
| Чехія     | Кароліна Плішкова    | 8       | 8     |
| Іспанія   | Гарбінє Мугуруса     | 9       | 9     |
| Іспанія   | Карла Суарес Наварро | 10      | 10    |
| Німеччина | Анджелік Кербер      | 11      | 11    |
| Швейцарія | Тімеа Бачинскі       | 13      | 12    |
| Польща    | Агнешка Радванська   | 14      | 13    |
| Україна   | Еліна Світоліна      | 15      | 14    |
| Німеччина | Андреа Петкович      | 16      | 15    |
| Італія    | Сара Еррані          | 17      | 16    |

- Рейтинг подано станом на 10 серпня 2015

### Інші учасниці
Учасниці, що потрапили до основної сітки завдяки вайлд-кард:
- Даніела Гантухова
- Алісон Ріск
- Марія Шарапова
- Коко Вандевей

Учасниця, що потрапила в основну сітку завдяки захищеному рентингові:
- Домініка Цібулкова

Гравчині, що потрапили до основної сітки через стадію кваліфікації:
- Тімеа Бабош
- Мона Бартель
- Катерина Бондаренко
- Лорен Девіс
- Кейсі Деллаква
- Юлія Гергес
- Луціє Градецька
- Ана Конюх
- Крістіна Макгейл
- Юлія Путінцева
- Анна Кароліна Шмідлова
- Ярослава Шведова

Як щасливий лузер в основну сітку потрапили такі гравчині:
- Міряна Лучич-Бароні

### Відмовились від участі
До початку турніру
- Світлана Кузнецова (травма лівої ноги) → її замінила  Цветана Піронкова
- Катерина Макарова (травма правої ноги) → її замінила  Варвара Лепченко
- Марія Шарапова (травма правої ноги) → її замінила  Міряна Лучич-Бароні

Під час турніру
- Вінус Вільямс (вірусне захворювання)

### Знялись
- Вікторія Азаренко (травма лівого стегна)
- Белінда Бенчич (травма правого зап'ястка)

## Учасниці основної сітки в парному розряді

### Сіяні пари
| Країна    | Гравчиня               | Країна    | Гравчиня             | Рейтинг1 | Сіяна |
| --------- | ---------------------- | --------- | -------------------- | -------- | ----- |
| Швейцарія | Мартіна Хінгіс         | Індія     | Саня Мірза           | 3        | 1     |
| Угорщина  | Тімеа Бабош            | Франція   | Крістіна Младенович  | 19       | 2     |
| Словенія  | Катарина Среботнік     | Франція   | Каролін Гарсія       | 31       | 3     |
| Австралія | Кейсі Деллаква         | Казахстан | Ярослава Шведова     | 31       | 4     |
| США       | Ракель Копс-Джонс      | Австралія | Анастасія Родіонова  | 32       | 5     |
| Росія     | Анастасія Павлюченкова | Чехія     | Луціє Шафарова       | 34       | 6     |
| Чехія     | Андреа Главачкова      | Чехія     | Луціє Градецька      | 36       | 7     |
| Іспанія   | Гарбінє Мугуруса       | Іспанія   | Карла Суарес Наварро | 38       | 8     |

- Рейтинг подано станом на 10 серпня 2015

### Інші учасниці
Нижче наведено пари, які отримали вайлдкард на участь в основній сітці:
- Медісон Бренгл /  Алекса Ґлетч
- Медісон Кіз /  Ліза Реймонд
- Крістіна Макгейл /  Коко Вандевей

## Фінальна частина

### Чоловіки. Одиночний розряд
- Роджер Федерер —  Новак Джокович, 7–6(7–1), 6–3

### Одиночний розряд. Жінки
- Серена Вільямс —  Сімона Халеп 6–3, 7–6(7–5)

### Парний розряд. Чоловіки
- Деніел Нестор /  Едуар Роже-Васслен —  Марцін Матковський /  Ненад Зімоньїч, 6–2, 6–2

### Парний розряд. Жінки
- Чжань Хаоцін /  Чжань Юнжань —  Кейсі Деллаква /  Ярослава Шведова, 7–5, 6–4